# 최수부
최수부(崔秀夫, 1936년 1월 10일 ~ 2013년 7월 24일, 일본식 이름: 高山秀夫 다카야마 히데오[*])는 대한민국의 기업인. 일본 후쿠오카현에서 태어나 어릴 때 한국으로 돌아왔고, 1963년 10월 광동제약을 창업하였다. 호는 가산.

## 생애
1936년 1월 10일 일본 후쿠오카현에서 다카야마(高山) 철공소를 경영하던 유복한 한국인 집안의 5남 2녀 중 둘째로 태어났다. 선친은 1910년에 일본에 자리를 잡았다.

일본 소학교 3학년 시절 '조센징'이라고 놀리는 친구들에게 호신도구를 휘둘렀다가 퇴학당했다. 1945년 일제가 패망하면서 가족들과 함께 한국으로 돌아와 경상북도 달성군 화원면(현.대구광역시 달성군 화원읍)에 정착하였다. 

아버지의 사업 실패로 12살 때부터 가족의 생계를 위해 장사를 시작한 그는 1960년 군 제대 후 3년간 고려인삼산업사에서 외판원으로 일한 경험을 바탕으로 1963년 10월 광동제약을 설립했다. 서울대학교, 연세대학교의 경영대학원을 졸업했으며, 순천향대학교 명예 경영학위를 받았다.
1992년부터 의성 허준 기념사업회 부회장을 맡았다. 1999년부터 광동제약 대표이사 회장을 지냈다. 2002년부터는 김천향우회 회장을 지냈다. 여름 휴가중이던 2013년 7월 24일 강원 평창군 용평리조트 골프장 사우나에서 운동을 마친 뒤 급성 심근경색으로 세상을 떠났다.

## 기타
- 신제품의 잇단 실패와 IMF 외환위기가 겹치며 부도위기에 몰려 있던 2001년에 '비타500'을 출시해 히트 상품으로 만들었다.[4]

## 수상
- 1996년 국민훈장 목련장
- 2006년 제38회 한국능률협회 한국의 경영자상
- 2006년 제2회 한국CEO 연구포럼 한국CEO 그랑프리
- 2008년 대한경영학회 경영자대상

## 가족
- 장남 최성원 광동제약 부회장

## 같이 보기
- 광동제약